# Filtro IR

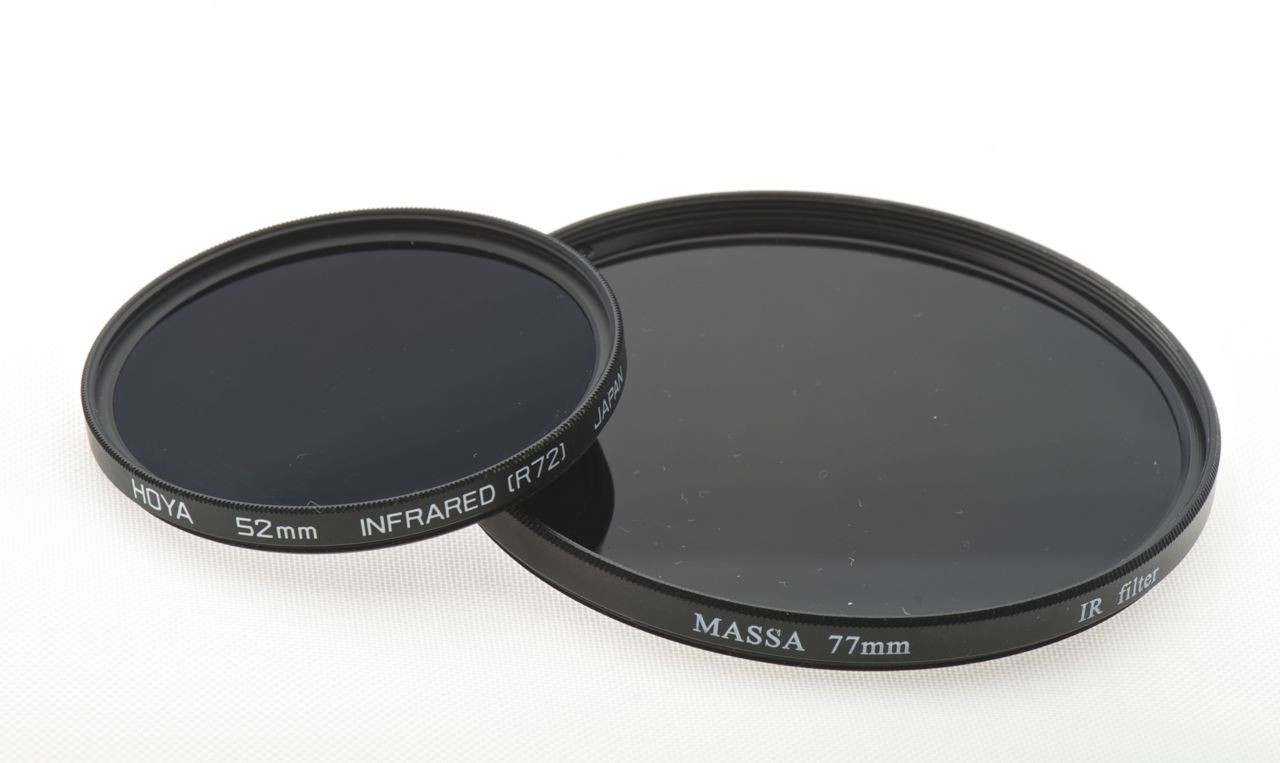
Filtros IR, utilizados en fotografía.

Un filtro de infrarrojos, filtro IR a veces llamado  filtro de absorción de calor, está diseñados para reflejar o bloquear las longitudes de onda infrarroja dejando pasar la luz del espectro visible . A menudo se utilizan en dispositivos que incorporan una bombilla incandescente de alta intensidad (como por ejemplo un proyector de diapositivas o un proyector de vídeo) para evitar un calentamiento no deseado.
Los materiales más habituales usados en su fabricación son el vidrio (mayor calidad, mayor precio) y la gelatina (precio más bajo).

## Usos
Hay filtros que se utilizan en dispositivos de  estado sólido (en cámaras de vídeo CCD o CMOS) para bloquear los IR debido a la alta sensibilidad de los  sensores de muchas cámaras  a la luz cercano al infrarroja. Estos filtros suelen tener una tonalidad azul, y  a veces también bloquean parte de la luz de longitud de onda cercana al rojo.